# Margot Wicki-Schwarzschild
Margot Wicki-Schwarzschild (geboren am 20. November 1931 in Kaiserslautern; gestorben am 29. Dezember 2020 in Basel) war eine deutsche Überlebende des Holocaust und Zeitzeugin. Sie überlebte zwei Internierungslager in Frankreich.

## Leben
Margot Wicki-Schwarzschild wurde am 20. November 1931 in Kaiserslautern (Rheinland-Pfalz, Deutschland) geboren und starb am 29. Dezember 2020 in Basel. Sie ist eine Überlebende der Shoah, war mit ihrer Familie in zwei Lagern im Süden Frankreichs, Gurs und Rivesaltes, interniert. Nach dem Krieg und praktisch bis zu ihrem Tod berichtete sie immer wieder über ihre Erfahrungen während der Deportation und Internierung.
Ihr Vater Richard Schwarzschild, geboren am 12. Dezember 1898 in Kaiserslautern, war jüdischer Herkunft, ihre Mutter Aloisia genannt „Luise“, geborene Keim, war katholisch. Sie wurde am 3. Januar 1909 im südlichen Bayern geboren. Margot hatte eine Schwester: Hannelore (*21.3.1929–6.3.2014). Richard und Luise heirateten nach jüdischem Ritus, in der Familie feierte man sowohl christliche als auch jüdische Festtage. Die Familie lebte 1938 in der Pariser Straße (1933–1945 in Schlageterstrasse umbenannt) in Kaiserslautern.
Am 10. November 1938, am Tag nach der Reichspogromnacht, wurde ihr Vater wie zahlreiche andere deutsche Juden von der SA verhaftet und in das Konzentrationslager Dachau eingeliefert, wo er über einen Monat verblieb, angeblich zu seiner Sicherheit. Als er am 31. Dezember zurückkam, durfte er nicht darüber sprechen, was ihm dort widerfahren war. Als Margot sieben Jahre alt war, wurde sie von der Schule vertrieben. Wie alle jüdischen Kinder musste sie die „Judenschule“ in der Steinstraße in Kaiserslautern besuchen. Die Synagoge, an deren Orgel ihr Vater regelmäßig spielte, wurde bereits Anfang Oktober 1938 gesprengt. Kurz darauf wurde die Familie Schwarzschild gezwungen, ihr Haus zu verlassen und in ein „Judenhaus“, Steinstrasse 30, in der Altstadt von Kaiserslautern zu ziehen, was die Deportation durch die Gestapo erleichterte. Der Vater Richard, Kaufmann von Beruf, musste im Straßenbau und in der Straßenreinigung arbeiten.
Am frühen Morgen des 22. Oktober 1940 wurde die gesamte Familie, einschließlich der 79-jährigen Großmutter Sara Wälder von der Gestapo in der sogenannten Wagner-Bürckel-Aktion in das französische Internierungslager Camp de Gurs in den Pyrenäen verschleppt. Die Deportation in Viehwagen dauerte mehrere Tage. Die Männer wurden von Frauen und Kindern getrennt. „Hunger, Läuse, Wanzen, Flöhe und Ratten gehörten im Lager ebenso zum Alltag wie der allgegenwärtige Schlamm.“ Mitte März 1941 wurden die Mutter und die beiden Mädchen ins Camp de Rivesaltes verlegt, das oft als „Wartezimmer nach Auschwitz“ genannt wurde. Der Vater war von Februar bis Juni 1941 in Gurs im Gefängnis, da Jugendliche, deren Sportleiter Richard war, Brot aus dem Dorf ins Lager geschmuggelt hatten. Danach wurde er ins französische Programm „Groupe de Travailleurs Etrangers“ aufgenommen, das Zehntausende ausländische Gefangene aus den Lagern Gurs, Rivesaltes etc. als Ersatz für in Deutschland internierte französische Soldaten in verschiedenen Bereichen zu tiefen Löhnen einsetzte. Er arbeitete fortan in einer Mine in Salsigne-Villanières.
Im November desselben Jahres kamen die beiden Schwestern dank der Hilfe der schweizerischen Organisation „Secour aux enfants“, die im Lager Rivesaltes tätig war, in ein Heim der Kinderhilfe des Schweizerischen Roten Kreuzes in Pringy in der Haute-Savoie, während Mutter Luise in Rivesaltes bleibt und in der „Schweizer Baracke“ bei der Mahlzeitenausgabe und Kinderbetreuung arbeitet. Der Vater Richard konnte ab Ende 1941 in Halbfreiheit eine kleine Wohnung in Caudebronde bei Carcassonne mieten und holte die Familie zu sich. Hannelore und Margot durften in Caudebronde zur Schule gehen.
Doch aufgrund der im Frühjahr 1942 einsetzenden neuen Politik der Nazis, die europäischen Juden zu vernichten („Endlösung“), folgte bereits im August die erneute Deportation nach Rivesaltes, wo die Familienmitglieder getrennt wurden. Dort wurde Ende 1942 die „Selektion“ durchgeführt. Die Mutter konnte mit Hilfe von Friedel Bohny-Reiter, einer Schwester vom Schweizerischen Roten Kreuz, und mittels einer Fotografie ihrer Erstkommunion sich und ihre Töchter vor der Deportation retten. Der Vater wurde am 4. September nach Drancy und von dort fünf Tage später in das Konzentrationslager Auschwitz deportiert. Dort wurde er im November 1943 ermordet.
Friedel Bohny-Reiter, die die Vorgaben des Roten Kreuzes betreffend Neutralität überschritten hatte, um Menschenleben zu retten, wurde 1990 von Yad Vashem als Gerechte unter den Völkern anerkannt. Ein Aufsatz von Schwester Hannelore über die Zustände im Lager gelangte an eine jüdische Zeitung in der Schweiz. Eine Schweizer Lehrerin las diesen Bericht und schickte der Familie daraufhin Lebensmittelpakete. Als weitere Retter nennt Margot Schwarzschild auch Elsa Lüthi-Ruth in Rivesaltes und Ruth von Wild in Pringy.
Nachdem sie 1943 aus Rivesaltes freigelassen worden waren, kehrten Hannelore und Margot nach Pringy ins Kinderheim der Secours suisse aux enfants zurück. Mutter Luise konnte, in Cruseilles in der Nähe eine Arbeit als Küchenhilfe finden. Die beiden Mädchen besuchten die französische Schule, wurden 1943 bzw. 1945 in Annecy diplomiert und zogen zu ihrer Mutter nach Cruseilles.
1946, sechs Jahre nach ihrer Vertreibung aus Deutschland, erhielten die Mutter und die Töchter Schwarzschild die Erlaubnis zur Rückkehr nach Kaiserslautern, wo Luise eine Kriegswitwen-Rente erhielt. Die Töchter wären lieber in Frankreich geblieben, sie sprachen kaum mehr Deutsch. In Kaiserslautern nahm sie Richards Schwester Ida auf, die durch ihre Heirat mit einem katholischen Deutschen, Franz Spengler, in Kaiserslautern einigermaßen überleben konnte. Die Pfalz hatte Mühe, sich von den Katastrophen des Krieges zu erholen. Nach einer kurzen Zeit in Bayern kehrten die drei Frauen 1949 dennoch nach Kaiserslautern zurück.
In Kaiserslautern schlossen sich die jungen Frauen den Pfadfindern an und ihre Erzählungen beeindruckten den jungen Erhard Roy Wiehn derart, dass er beschloss, Soziologie zu studieren und Überlebensschicksale zu erforschen.
Hannelore Schwarzschild begann eine Ausbildung zur Kindergärtnerin und arbeitete zwei Jahre in diesem Beruf. Sie heiratete 1951 Franz Wicki, den sie bereits in Pringy kennengelernt hatte, als er für das Rote Kreuz als Schuhmacher arbeitete.
Ab 1950 absolvierte Margot Schwarzschild eine Ausbildung als Dolmetscherin (deutsch, französisch, englisch) und konnte während ihrer Ausbildung als Übersetzerin an einer Privatschule in Landau arbeiten. Nach dem Abschluss als Dolmetscherin und Übersetzerin fand sie Arbeit beim US-Generalstab in Kaiserslautern. Später suchte sie eine Stelle als Dolmetscherin in Genf in der Schweiz, der sie sich so nahe fühlte. Zu dieser Zeit war es in der Schweiz jedoch fast unmöglich, ihren Beruf auszuüben, da es internationalen Organisationen verboten war, deutsche Staatsangehörige zu beschäftigen. Am 1. Mai 1954 erhielt Margot jedoch eine Ausnahmegenehmigung für die Ausübung ihres Berufs, zog nach Genf und fand eine Anstellung in einer jüdischen Wirtschaftsagentur (Universum Press). In Genf arbeitete auch der Bruder ihres Schwagers, der Architekt Josef Wicki, der später – 1955 – ihr Ehemann wurde. Sie zogen nach Basel. Das Ehepaar hat vier Kinder und etliche Enkel- und Großenkelkinder. 1961 zog die Familie nach Reinach bei Basel. Aufgrund ihrer persönlichen Erfahrungen als Mutter eines Kindes mit psychischen Problemen engagierte sich Margot sozial, insbesondere für die Unterstützung von Menschen mit psychischen Behinderungen und deren Angehörigen. Sie war auch Mitbegründerin der „Demokratischen Psychiatrie“, einer Selbsthilfeorganisation in Basel, die später in der Melchior-Stiftung und ab 2015 in der Rheinleben-Stiftung aufging. Im Jahr 2001 wurde Margot Wicki-Schwarzschild mit dem Sozialpreis der Gemeinde Reinach ausgezeichnet.
Als Überlebende der Deportation und Internierung begann sie in den 1990er Jahren in deutschen und schweizerischen Schulen über ihre Erlebnisse zu berichten, wurde zur Zeitzeugin. Sie begleitete auch Schulklassen auf Reisen nach Gurs und Rivesaltes, gemeinsam mit anderen Zeitzeugen, wie Eva Mendelsson und Paul Niedermann. Margot Wicki-Schwarzschild publizierte auch eine Reihe von Erinnerungstexten. In Anerkennung ihrer Verdienste um die Aufarbeitung der Verbrechen des NS-Regimes in Kaiserslautern verlieh ihr ihre Heimatstadt 2015 die Stadtplakette in Gold.

## Vorlass
Der Vorlass Margot Wicki-Schwarzschilds befindet sich im United States Holocaust Memorial Museum, ein Kopienbestand wird im Archiv für Zeitgeschichte der ETH Zürich aufbewahrt.

## Porträts
- Jürgen Enders (Regisseur): Nach dem Dunkel kommt das Licht. Berichte vom Leben und Überleben in den südfranzösischen Lagern Gurs und Rivesaltes. Drei Schicksale. Drei Porträts: Hannelore und Margot Wicki-Schwarzschild, Paul Niedermann. Dokumentarfilm, 84 min, Format 16:9, DVD-Video, Hartung-Gorre Verlag, Konstanz 2011, ISBN 978-3-86628-394-7.
- Elske Brault: Stolperstein zum Lesen: Margot Wicki-Schwarzschild, SWR2 – Manuskriptdienst, Redaktion: Johannes Weiß
- Thomas Brunnschweiler: Holocaust-Überlebende gibt dem Grauen eine Sprache, Basellandschaftliche Zeitung, 22. Oktober 2015
- Andreas Schuler: Eines Nachts war es dann soweit. In: Südkurier vom 14. Juli 2017, S. 19. (Zeitzeugenbericht von Margot Wicki-Schwarzschild)
- Johanna Högg: Ich spreche für Millionen. In: badische-zeitung.de. 28. Januar 2012, abgerufen am 2. April 2018 (Zeitzeugenbericht von Margot Wicki-Schwarzschild).

## Publikationen
- August Bohny: Unvergessene Geschichten. Zivildienst, Schweizer Kinderhilfe und das Rote Kreuz in Südfrankreich 1941–1945. Vorwort von Margot Wicki-Schwarzschild. Bearbeitet und eingeleitet von Helena Kanyar Becker. Herausgegeben von Erhard Roy Wiehn. Hartung-Gorre, Konstanz 2009, ISBN 978-3-86628-278-0.
- Erhard Roy Wiehn (Hrsg.): Camp de Gurs. Zur Deportation der Juden aus Südwestdeutschland 1940. Mit einem Vorwort von Margot Wicki-Schwarzschild. Hartung-Gorre, Konstanz. Erweiterte Neuauflage 2010, ISBN 978-3-86628-304-6.
- Margot und Hannelore Wicki-Schwarzschild: Als Kinder Auschwitz entkommen, unsere Deportation von Kaiserslautern in die französischen Lager Gurs und Rivesaltes 1940/42 und das Leben danach in Deutschland und der Schweiz. Sammelband mit Texten, Fotos und Dokumenten. Hartung-Gorre, Konstanz 2011, ISBN 978-3-86628-339-8.
- Vorhof der Vernichtung: Tagebuch einer Schweizer Schwester im französischen Internierungslager Rivesaltes 1941–1942. Einleitung: Michèle Fleury-Seemuller, Margot Wicki-Schwarzschild, Erhard Roy Wiehn. Hrsg. von Erhard Roy Wiehn. Hartung-Gorre, Konstanz 1995, ISBN 978-3-89191-917-0.
- Camp de Rivesaltes: Tagebuch einer Schweizer Schwester in einem französischen Internierungslager 1941–1942. Vorwort von Margot Wicki-Schwarzschild. Einleitung von Michèle Fleury-Seemuller. Unter Mitarbeit von Helena Kanyar Becker hrsg. von Erhard Roy Wiehn. Hartung-Gorre, Konstanz 2010, ISBN 978-3-86628-291-9 (erweiterte Neuausgabe von Vorhof der Vernichtung).
- Margot Wicki-Schwarzschild: «Ich habe nur getan, was ich tun musste», Elsa Ruth. In: Helena Kanyar Becker (Hrsg.): Vergessene Frauen. Humanitäre Kinderhilfe und offizielle Flüchtlingspolitik 1917–1948. (= Basler Beiträge zur Geschichtswissenschaft. Bd. 182). Schwabe, Basel 2010, ISBN 978-3-7965-2695-4, S. 186–206.